# کول‌تپه زیراصف
کول‌تپه زیراصف مربوط به سده‌های میانه دوران‌های تاریخی پس از اسلام است و در شهرستان سرآب، بخش مرکزی، دهستان حومه، روستای زیراسف واقع شده و این اثر در تاریخ ۱۵ دی ۱۳۸۷ با شمارهٔ ثبت ۲۳۹۳۲ به‌عنوان یکی از آثار ملی ایران به ثبت رسیده است.